# Hemipenthes gussakovskyi
Hemipenthes gussakovskyi är en tvåvingeart som beskrevs av Zaitzev 1966. Hemipenthes gussakovskyi ingår i släktet Hemipenthes och familjen svävflugor. Inga underarter finns listade i Catalogue of Life.